# 1924
| [ Edytuj tabelę ]                                                | |
| Prezydent Polski                                                 | - 1922 Stanisław Wojciechowski 1926 |
| Premier Polski                                                   | - 1923 Władysław Grabski 1925 |
| Król Afganistanu                                                 | - 1919 Amanullah Chan 1929 |
| Premier Albanii                                                  | - 1922 Ahmed Zogu 1924 - 1924 Shefqet Verlaçi 1924 - 1924 Ilias Vrioni 1924 - 1924 Fan Noli 1924 - 1924 Ilias Vrioni 1925                    |
| Współksiążęta Andory                                             | - 1920 Justí Guitart i Vilardebó 1940 - 1920 Alexandre Millerand 1924 - 1924 Gaston Doumergue 1931                                           |
| Prezydent Argentyny                                              | - 1922 Marcelo Torcuato de Alvear 1928 |
| Premier Australii                                                | - 1923 Stanley Bruce 1929 |
| Prezydent Austrii                                                | - 1920 Michael Hainisch 1928 |
| Kanclerz Austrii                                                 | - 1922 Ignaz Seipel 1924 - 1924 Rudolf Ramek 1926                                                                                            |
| Król Belgów                                                      | - 1909 Albert I 1934 |
| Premier Belgii                                                   | - 1921 Georges Theunis 1925 |
| Król Bhutanu                                                     | - 1907 Ugyen Wangchuck 1926 |
| Prezydent Boliwii                                                | - 1920 Bautista Saavedra 1925 |
| Prezydent Brazylii                                               | - 1922 Artur da Silva Bernardes 1926 |
| Sułtan Brunei                                                    | - 1906 Muhammad Jamalul Alam II 1924 - 1924 Ahmad Tajuddin 1950                                                                              |
| Car Bułgarii                                                     | - 1918 Borys III 1943 |
| Premier Bułgarii                                                 | - 1923 Aleksandyr Cankow 1926 |
| Prezydent Chile                                                  | - 1920 Arturo Alessandri Palma 1924 - 1924 Luis Altamirano 1925                                                                              |
| Prezydent Chin                                                   | - 1923 Cao Kun 1924 - 1924 Huang Fu 1924 - 1924 Duan Qirui 1926                                                                              |
| Prezydent Czechosłowacji                                         | - 1918 Tomáš Masaryk 1935 |
| Premier Czechosłowacji                                           | - 1922 Antonín Švehla 1926 |
| Król Danii                                                       | - 1912 Chrystian X 1947 |
| Premier Danii                                                    | - 1920 Niels Neergaard 1924 - 1924 Thorvald Stauning 1926                                                                                    |
| Dalajlama                                                        | - 1878 Thubten Gjaco 1933 |
| Prezydent Dominikany                                             | - 1922 Juan Bautista Vicini Burgos (tymcz.) 1924 - 1924 Horacio Vásquez 1930                                                                 |
| Władca Egiptu                                                    | - 1917 Fu’ad I 1936 |
| Premier Egiptu                                                   | - 1923 Abd al-Fattah Jahja Ibrahim Pasza 1924 - 1924 Sad Zaghlul 1924 - 1924 Ahmad Ziwar 1926                                                |
| Prezydent Ekwadoru                                               | - 1920 José Luis Tamayo 1925 - 1924 Gonzalo Córdova 1925                                                                                     |
| Premier Estonii                                                  | - 1923 Konstantin Päts 1924 - 1924 Friedrich Akel 1924 - 1924 Jüri Jaakson 1925                                                              |
| Cesarz Etiopii                                                   | - 1916 Zeuditu (cesarzowa) 1930 |
| Premier Etiopii                                                  | - 1909 Habte Gijorgis 1927 |
| Prezydent Finlandii                                              | - 1919 Kaarlo Juho Ståhlberg 1925 |
| Premier Finlandii                                                | - 1922 Kyösti Kallio 1924 - 1924 Aimo Cajander 1924 - 1924 Lauri Ingman 1925                                                                 |
| Prezydent Francji                                                | - 1920 Alexandre Millerand 1924 - 1924 Gaston Doumergue 1931                                                                                 |
| Premier Francji                                                  | - 1922 Raymond Poincaré 1924 - 1924 Frédéric François-Marsal 1924 - 1924 Édouard Herriot 1925                                                |
| Prezydent Senatu Wolnego Miasta Gdańska                          | - 1920 Heinrich Sahm 1931 |
| Król Grecji                                                      | - 1922 Jerzy II 1924 |
| Prezydent Grecji                                                 | - 1924 Pawlos Kunduriotis 1926 |
| Prezydent Gwatemali                                              | - 1921 José María Orellana 1926 |
| Prezydent Haiti                                                  | - 1922 Louis Borno 1930 |
| Król Hiszpanii                                                   | - 1886 Alfons XIII 1931 |
| Premier Hiszpanii                                                | - 1923 Miguel Primo de Rivera 1930 |
| Król Holandii                                                    | - 1890 Wilhelmina 1948 |
| Premier Holandii                                                 | - 1918 Charles Ruijs de Beerenbrouck 1925 |
| Prezydent Hondurasu                                              | - 1920 Rafael López Gutiérrez 1924 - 1924 Rada ministrów 1924 - 1924 Vincente Tosta (p.o.) 1925                                              |
| Szach Iranu                                                      | - 1909 Ahmad Szah 1925 |
| Premier Iranu                                                    | - 1923 Reza Szah Pahlawi 1925 |
| Władca Indii                                                     | - 1910 Jerzy V 1936 |
| Król Irlandii                                                    | - 1910 Jerzy V 1936 |
| Premier Irlandii                                                 | - 1922 William Thomas Cosgrave 1932 |
| Cesarz Japonii                                                   | - 1912 Yoshihito 1926 |
| Premier Japonii                                                  | - 1923 Gonnohyōe Yamamoto 1924 - 1924 Keigo Kiyōra 1924 - 1924 Takaaki Katō 1926                                                             |
| Premier Jugosławii                                               | - 1921 Nikola Pašić 1924 - 1924 Ljubomir Davidović 1924 - 1924 Nikola Pašić 1926                                                             |
| Kalif                                                            | - 1922 Abdülmecid II 1924 |
| Premier Kanady                                                   | - 1921 William Lyon Mackenzie King 1926 |
| Emir Kataru                                                      | - 1913 Abd Allah ibn Kasim Al Sani 1949 |
| Prezydent Kolumbii                                               | - 1922 gen. Pedro Nel Ospina 1926 |
| Patriarcha Konstantynopola                                       | - 1923 Grzegorz VII 1924 - 1924 Konstantyn VI 1925                                                                                           |
| Gubernator Korei (okupacja japońska)                             | - 1919 Makoto Saitō 1927 |
| Prezydent Kostaryki                                              | - 1920 Julio Acosta García 1924 - 1924 Ricardo Jiménez Oreamuno 1928                                                                         |
| Prezydent Kuby                                                   | - 1921 Alfredo Zayas 1925 |
| Król Kurdystanu                                                  | - 1921 Mahmud Barzanji 1924 |
| Prezydent Liberii                                                | - 1920 Charles King 1930 |
| Książę Liechtensteinu                                            | - 1858 Jan II Dobry 1929 |
| Premier Liechtensteinu                                           | - 1922 Gustav Schädler 1928 |
| Prezydent Litwy                                                  | - 1922 Aleksandras Stulginskis 1926 |
| Premier Litwy                                                    | - 1922 Ernestas Galvanauskas 1924 - 1924 Antanas Tumėnas 1925                                                                                |
| Wielki książę Luksemburga                                        | - 1919 Szarlotta 1964 |
| Premier Luksemburga                                              | - 1918 Émile Reuter 1925 |
| Prezydent Łotwy                                                  | - 1922 Jānis Čakste 1927 |
| Premier Łotwy                                                    | - 1923 Zigfrīds Meierovics 1924 - 1924 Voldemārs Zāmuels 1924 - 1924 Hugo Celmiņš 1925                                                       |
| Premier Malty                                                    | - 1923 Francesco Buhagiar 1924 - 1924 Ugo Pasquale Mifsud 1927                                                                               |
| Sułtan Maroka                                                    | - 1913 Jusuf ibn Hassan 1927 |
| Prezydent Meksyku                                                | - 1920 Álvaro Obregón 1924 - 1924 Plutarco Elías Calles 1928                                                                                 |
| Książę Monako                                                    | - 1922 Ludwik II 1949 |
| Minister stanu Monako                                            | - 1923 Maurice Piette 1932 |
| Chan Mongolii                                                    | - 1911 Bogda Chan 1924 - 1924 Balingijn Cerendordż (p.o.) 1924                                                                               |
| Przewodniczący Wielkiego Churału Państwowego Mongolii            | - 1924 Nawaandordżijn Dżadambaa 1924 |
| Przewodniczący Prezydium Małego Churału Państwowego Mongolii     | - 1924 Peldżidijn Genden 1927 |
| Premier Mongolii                                                 | - 1923 Balingijn Cerendordż 1928 |
| Król Nepalu                                                      | - 1911 Tribhuvan 1950 |
| Premier Nepalu                                                   | - 1901 Chandra Shumsher Jang Bahadur Rana 1929                                                                                               |
| Prezydent Niemiec                                                | - 1919 Friedrich Ebert 1925 |
| Kanclerz Niemiec                                                 | - 1923 Wilhelm Marx 1925 |
| Prezydent Nikaragui                                              | - 1923 Bartolomé Martínez 1925 |
| Król Norwegii                                                    | - 1905 Haakon VII 1957 |
| Premier Norwegii                                                 | - 1923 Abraham Berge 1924 - 1924 Johan Ludwig Mowinckel 1926                                                                                 |
| Premier Nowej Zelandii                                           | - 1912 William Massey 1925 |
| Sułtan Omanu                                                     | - 1913 Tajmur ibn Fajsal 1932 |
| Prezydent Panamy                                                 | - 1920 Belisario Porras Barahona 1924 - 1924 Rodolfo Chiari 1928                                                                             |
| Papież                                                           | - 1922 Pius XI 1939 |
| Prezydent Paragwaju                                              | - 1923 Eligio Ayala 1924 - 1924 Luis Alberto Riart 1924 - 1924 Eligio Ayala 1928                                                             |
| Prezydent Peru                                                   | - 1919 Augusto B. Leguía 1930 |
| Premier Południowej Afryki                                       | - 1919 Jan Smuts 1924 - 1924 Barry Hertzog 1939                                                                                              |
| Prezydent Portugalii                                             | - 1923 Manuel Teixeira Gomes 1925 |
| Premier Portugalii                                               | - 1923 Álvaro de Castro 1924 - 1924 Alfredo Rodrigues Gaspar 1924 - 1924 José Domingues dos Santos 1925                                      |
| Król Rumunii                                                     | - 1914 Ferdynand 1927 |
| Premier Rumunii                                                  | - 1922 Ion I.C. Brătianu 1926 |
| Prezydent Salwadoru                                              | - 1923 Alfonso Quiñónez Molina 1927 |
| Kapitanowie regenci San Marino                                   | - 1923 Marino Borbiconi Mario Michetti 1924 - 1924 Angelo Manzoni Borghesi Francesco Mularoni 1924 - 1924 Francesco Morri Girolamo Gozi 1925 |
| Sekretarz Stanu do spraw Politycznych i Zagranicznych San Marino | - 1918 Giuliano Gozi 1943 |
| Król Serbów, Chorwatów i Słoweńców                               | - 1921 Aleksander I 1929 |
| Prezydent Syrii                                                  | - 1922 Subhi Barakat 1925 |
| Prezydent Szwajcarii                                             | - 1924 Ernest Chuard 1924 |
| Król Szwecji                                                     | - 1907 Gustaw V 1950 |
| Premier Szwecji                                                  | - 1923 Ernst Trygger 1924 - 1924 Hjalmar Branting 1925                                                                                       |
| Król Tajlandii                                                   | - 1910 Vajiravudh 1925 |
| Król Tonga                                                       | - 1918 Salote Tupou III 1965 |
| Premier Tonga                                                    | - 1923 Viliami Tungī Mailefihi 1941 |
| Prezydent Turcji                                                 | - 1923 Mustafa Kemal 1938 |
| Premier Turcji                                                   | - 1923 İsmet İnönü 1924 - 1924 Fethi Okyar 1925                                                                                              |
| Sułtan Turków                                                    | - 1922 Abdülmecid II (jako kalif) 1924 |
| Prezydent Ukrainy                                                | - 1919 Symon Petlura 1926 |
| Prezydent Urugwaju                                               | - 1923 José Serrato 1927 |
| Prezydent USA                                                    | - 1923 Calvin Coolidge 1929 |
| Prezydent Wenezueli                                              | - 1922 Juan Vicente Gómez 1929 |
| Regent Królestwa Węgier                                          | - 1920 Miklós Horthy 1944 |
| Premier Węgier                                                   | - 1921 István Bethlen 1931 |
| Monarcha Wielkiej Brytanii                                       | - 1910 Jerzy V 1936 |
| Premier Wielkiej Brytanii                                        | - 1923 Stanley Baldwin 1924 - 1924 Ramsay MacDonald 1924 - 1924 Stanley Baldwin 1929                                                         |
| Król Włoch                                                       | - 1900 Wiktor Emanuel III 1946 |
| Premier Włoch                                                    | - 1922 Benito Mussolini 1943 |
| Przywódca ZSRR                                                   | - 1922 Włodzimierz Lenin 1924 - 1924 Józef Stalin 1953                                                                                       |
| Premier ZSRR                                                     | - 1922 Włodzimierz Lenin 1924 - 1924 Aleksiej Rykow 1930                                                                                     |

Rok 1924 / MCMXXIV
stulecia: XIX wiek ~
XX wiek ~
XXI wiek

dziesięciolecia:
1890–1899 •
1900–1909 •
1910–1919 •
1920–1929
• 1930–1939
• 1940–1949
• 1950–1959

lata: 1914 «
1919 «
1920 «
1921 «
1922 «
1923 «
1924
» 1925
» 1926
» 1927
» 1928
» 1929
» 1934

## Wydarzenia w Polsce
- 1 stycznia – Konstantynów Łódzki, Rajgród, Tuszyn i Żychlin uzyskały prawa miejskie.
- 3 stycznia – pierwszy poseł radziecki wręczył swoje listy uwierzytelniające prezydentowi RP na Zamku Królewskim w Warszawie. W przemówieniu poseł przedstawił zasady normalnego współżycia między Polską i Rosją Radziecką.
- 6 stycznia – z tą datą ukazał się pierwszy numer „Wiadomości Literackich”.
- 8 stycznia – apogeum hiperinflacji, 1 dolar USA = 10 250 000 marek polskich.
- 11 stycznia – Sejm przyjął ustawę o naprawie skarbu państwa i reformie waluty.
- 12 stycznia – obrabowano sklep jubilerski Jakuba Kwaśniewskiego w Sukiennicach. Złodzieje zabrali: 8 budzików, 20 złotych pierścionków z brylantami, 100 złotych pierścionków z kamieniami szlachetnymi, 25 par złotych kolczyków, 10 złotych spinek do krawatów, 5 par złotych spinek do mankietów oraz około 100 sztuk innej biżuterii złotej i srebrnej.
- 19 stycznia:
  - Maurycy Zamoyski został mianowany ministrem spraw zagranicznych Polski.
  - w Krakowie rozpoczął działalność Klub Społeczny, mieszczący się w lokalu przy ul. św. Jana 14. Co sobotę odbywały się tam spotkania poświęcone zagadnieniom współczesnego życia kulturalnego, społecznego i politycznego. Klub grupował ludzi niezaangażowanych w działalność partyjną. Działalność klubu została zainaugurowana wykładem prof. Adama Alojzego Krzyżanowskiego pt. „Czym wojna dawniejsza różniła się od dzisiejszej?”.
- 5 lutego – powołany został Bank Gdański Wolnego Miasta Gdańska.
- marzec – udzielenie włoskiej pożyczki tytoniowej dla Polski.
- 14 marca – Rada Ligi Narodów przyznała Polsce teren na półwyspie Westerplatte, u ujścia kanału portowego do morza, naprzeciw przedmieścia Nowy Port.
- 24 marca – pierwszy strajk w Hajnówce na terenie Fabryki Chemicznej rozpoczyna falę wystąpień robotników, które trwają z przerwami do września 1939.
- 31 marca – początek strajku 150 tysięcy górników Zagłębia i Górnego Śląska.
- kwiecień – powódź na Wiśle, Warcie, Dniestrze, Prucie i Styrze. Zalane zostały m.in. tereny nadrzeczne między Warszawą i Włocławkiem, okolice Torunia, Bygoszcz, okolice Poznania. W wyniku powodzi zbiory rolnicze w Polsce były niższe o 30–40% niż rok wcześniej.
- 1 kwietnia – założono klub sportowy Astoria Bydgoszcz.
- 7 kwietnia – przekazanie PKP przez zakłady Fablok pierwszego wyprodukowanego w Polsce parowozu towarowego serii Tr21 z tendrem 3-osiowym.
- 14 kwietnia – prezydent Stanisław Wojciechowski wydał rozporządzenie o zmianie ustroju pieniężnego – złoty miał zastąpić markę polską.
- 20 kwietnia – utworzono Fundację Zamoyskich.
- 28 kwietnia – poprzez powołanie Banku Polskiego rozpoczęła się reforma walutowa Władysława Grabskiego.
- 29 kwietnia:
  - marka polska została zastąpiona złotym polskim jako obowiązującą walutą w kraju.
  - Minister Spraw Wojskowych gen. Władysław Sikorski przemianował wszystkie instytucje, formacje i zakłady noszące w nazwie miano „jazda” na „kawaleria”, oraz rozkazał nanieść odpowiednie poprawki w rozkazach, rozporządzeniach, instrukcjach itp.
- 2 maja – oddano do użytku Elektrownię Wodną Wrocław I.
- 11 maja – założono Polski Związek Żeglarski z siedzibą w Tczewie.
- 28 maja – w Warszawie sprinter Zygmunt Weiss ustanowił rekord Polski w biegu na 200 m wynikiem 22,7 s.
- 28 czerwca – rozporządzeniem prezydenta RP Stanisława Wojciechowskiego zostało powołane przedsiębiorstwo Polskie Lasy Państwowe.
- 3 lipca:
  - w Warszawie rozpoczął się I Narodowy Zlot Harcerzy.
  - reprezentacja Polski po raz pierwszy uczestniczyła w Igrzyskach Olimpijskich.
- 19 lipca – wojewoda rozwiązał Radę Miejską Krakowa i ustanowił zarząd komisaryczny.
- 21 lipca – Zdzisław Wawrausch został prezydentem Krakowa.
- 31 lipca
  - rząd polski i radziecki podpisały w Moskwie ostateczny protokół w sprawie przebiegu linii granicznej pomiędzy obu państwami.
  - Sejm przyjął ustawę o szkolnictwie, znaną jako „Lex Grabski”, ograniczającą nauczanie w językach mniejszości narodowych.
- 3 sierpnia – otwarto Stadion Polonii Bydgoszcz.
- 3/4 sierpnia – w nocy uzbrojony oddział sowiecki napadł na Stołpce w województwie nowogrodzkim.
- 30–1 września – III Mistrzostwa Polski w pływaniu (długość basenu: 45,2 m). Dwa rekordy Polski ustanowiła Olga Schreiberówna: 400 m stylem dowolnym – 8:53,7 s.; 200 m stylem klasycznym – 4:16,6 s.
- 2 września – pierwszy strajk w Fabryce Chemicznej w Hajnówce. Rozpoczyna on falę strajków na terenie Puszczy Białowieskiej. Protesty robotników trwają (z przerwami) do września 1939 roku.
- 6–8 września – V Mistrzostwa Polski w lekkiej atletyce. Zwyciężyli: W. Kwaśniewska 100 m i 250 m, Halina Konopacka kula i dysk, H. Woynarowska oszczep i 5-bój, Józef Jaworski 4 × 400 m, 800 m, 1500 m i 3000 m.
- 7 września – w Warszawie płotkarka Marzena Szmid ustanowiła rekord Polski w biegu na 80 m ppł. wynikiem 16,1 s.
- 9 września w katastrofie kolejowej pod Pomereczem wykoleiły się pociągi pancerne „Danuta” i „Generał Sosnkowski”.
- 14 września – w Warszawie sprinter Zygmunt Weiss ustanowił rekord Polski w biegu na 400 m wynikiem 51,8 s.
- 17 września:
  - utworzono Korpus Ochrony Pogranicza (KOP).
  - w Warszawie, Stefan Kostrzewski ustanowił rekord Polski w biegu na 400 m ppł. wynikiem 1:00,2 s.
- 19 września – w Warszawie Stefan Kostrzewski ustanowił rekord Polski w biegu na 800 m wynikiem 2:00,4 s.
- 21 września – Stefan Żeromski zakończył pracę nad powieścią Przedwiośnie.
- 2 października:
  - Polska podpisała protokół genewski o postawieniu wojny poza prawem.
  - w Krakowie zainaugurowano obrady II Zjazdu Fizyków Polskich, uroczystego otwarcia dokonał senior Władysław Natanson.
  - w Katowicach otwarto w obecności ministra Józefa Kiedronia wystawę samochodową zwaną automobilową.
- 5 października – ukazał się pierwszy numer czasopisma Młody Lotnik.
- 26 października – odbył się IV kongres Związku Ludowo-Narodowego.
- 27 października – pierwsze trzy brygady KOP rozpoczęły obsadzanie granicy na Wołyniu i Białorusi.
- 28 października – w warszawskiej katedrze św. Jana złożono zwłoki Henryka Sienkiewicza.
- 11 listopada – Sylwester Wojewódzki wydał odezwę informującą o powstaniu Niezależnej Partii Chłopskiej (NPCh).
- 13 listopada – Władysław Reymont otrzymał literacką Nagrodę Nobla.
- 28 listopada – arcybiskup Bolesław Twardowski poświęcił kaplicę na Cmentarzu Obrońców Lwowa
- 2 grudnia – miasto Solec zmieniło nazwę na Solec Kujawski.
- Powołano do życia Polski Komitet Normalizacyjny.
- Atak Kurpiów na Kolno i zniesienie starosty kolneńskiego z urzędu.
- I Letnie Mistrzostwa Świata Studentów (Warszawa). Zwycięstwa Polaków: 4 × 100 m – 45,8 s.; 4 × 400 m – 3:32,0 s.; Zygmunt Weiss 400 m – 50,6 s.; Stefan Kostrzewski 800 m i 400 m ppł.; Józef Jaworski 3000 m; Sławomir Szydłowski – dysk, oszczep, oszczep oburącz.
- w czasie 1924 roku na terytorium II Rzeczypospolitej aresztowano 389 osób podejrzanych o współpracę z wywiadem Związku Radzieckiego[1].

## Wydarzenia na świecie
- 6 stycznia – powstała Niemiecka Nadwołżańska Autonomiczna Socjalistyczna Republika Radziecka.
- 7 stycznia:
  - George Gershwin rozpoczął komponowanie „Błękitnej rapsodii” (ang. Rhapsody in Blue).
  - założono Międzynarodową Federację Hokeja na Trawie (FIH).
- 10 stycznia – brytyjski okręt podwodny L-34 zatonął w kanale La Manche, 43 marynarzy straciło życie.
- 12 stycznia – Sun Baoqi został premierem Republiki Chińskiej.
- 19 stycznia – w Kopenhadze założono Międzynarodową Federację Kajakową (ICF).
- 21 stycznia – po śmierci Lenina Józef Stalin rozpoczął intrygi wewnątrzpartyjne w celu pozbycia się konkurentów do władzy dyktatorskiej w ZSRR.
- 22 stycznia – Ramsay MacDonald został pierwszym premierem brytyjskim z ramienia Partii Pracy.
- 23 stycznia – w ZSRR oficjalnie ogłoszono, że Lenin zmarł 21 stycznia.
- 25 stycznia – początek pierwszych zimowych igrzysk olimpijskich w Chamonix:
  - złoto w skokach narciarskich zdobył 24-letni Norweg Jacob Tullin Thams (skocznia normalna K-90).
- 26 stycznia:
  - Piotrogród został przemianowany na Leningrad.
  - następca tronu Japonii Hirohito ożenił się z księżniczką Nagato.
  - na zjeździe w Berlinie powołano Związek Mniejszości Narodowych w Niemczech.
- 27 stycznia – Lenin został pochowany w mauzoleum na placu Czerwonym w Moskwie.
- 31 stycznia – zatwierdzenie konstytucji ZSRR.
- 1 lutego – Wielka Brytania oficjalnie uznaje Związek Socjalistycznych Republik Radzieckich.
- 2 lutego – w trakcie I Zimowych Igrzysk Olimpijskich w Chamonix została powołana Międzynarodowa Federacja Narciarska (FIS).
- 4 lutego – Mahatma Gandhi został zwolniony przed terminem z więzienia ze względu na zły stan zdrowia.
- 5 lutego:
  - po raz pierwszy odbyła się transmisja sygnału radiowego czasu uniwersalnego (GMT) z Królewskiego Obserwatorium Astronomicznego w Greenwich.
  - we francuskim Chamonix zakończyły się I Zimowe Igrzyska Olimpijskie.
- 7 lutego – w USA w stanie Nevada po raz pierwszy użyto gazu do wykonania egzekucji.
- 8 lutego – uruchomiono komunikację tramwajową w Baku.
- 12 lutego – w Nowym Jorku w sali koncertowej na Manhattanie odbyło się pierwsze wykonanie Błękitnej rapsodii (ang. Rhapsody in Blue), utworu którego kompozytorem był George Gershwin.
- 14 lutego – powstał IBM (ang. International Business Machines Corporation; potocznie zwany Big Blue), jeden z pierwszych koncernów produkujących najpierw maszyny liczące, potem komputery.
- 16–26 lutego – w USA strajkują dokerzy.
- 22 lutego – Calvin Coolidge był pierwszym prezydentem Stanów Zjednoczonych, który wygłosił przemówienie radiowe z Białego Domu.
- 26 lutego – przed Sądem Ludowym w Monachium rozpoczął się proces Adolfa Hitlera i pozostałych organizatorów puczu monachijskiego.
- 28 lutego – w Wiedniu odbyła się premiera operetki Hrabina Marica Imre Kálmána.
- Marzec – Adolf Hitler rozpoczął w więzieniu w Landsbergu w Bawarii, aresztowany po puczu w Monachium, dyktowanie swej książki Mein Kampf (Moja walka).
- 3 marca:
  - w Turcji, istniejący przez 1400 lat Islamski Kalifat został zlikwidowany wraz z usunięciem kalifa Abdülmecida II. Równocześnie z kalifatem zlikwidowano szkolnictwo religijne oraz zakazano poligamii.
  - Wolne Miasto Fiume zostało za zgodą Królestwa Serbów, Chorwatów i Słoweńców anektowane przez Włochy.
- 7 marca – w ramach Ukraińskiej Socjalistycznej Republiki Radzieckiej utworzono Mołdawski Obwód Autonomiczny.
- 8 marca – w stanie Utah doszło do katastrofy w kopalni węgla – 172 górników straciło życie.
- 9 marca – Włochy zaanektowały Rijekę (wł. Fiume).
- 12 marca – Aleksandros Papanastasiu został premierem Grecji.
- 19 marca – japoński krążownik „Tatsuta” zderzył się podczas manewrów z okrętem podwodnym Nr 43, który zatonął wraz z 45-osobową załogą.
- 21 marca – rozpoczęło działalność Szwedzkie Radio.
- 22 marca – Jón Magnússon został po raz trzeci premierem Islandii.
- 25 marca – proklamowano Drugą Republikę Grecką.
- 27 marca – Kanada uznała ZSRR.
- 29 marca:
  - były prezydent Francji Raymond Poincaré stanął po raz trzeci na czele rządu francuskiego jako przewodniczący rady ministrów (fr. Président du Conseil de Ministres).
  - Bawaria i Stolica Apostolska zawarły konkordat.
- 30 marca – we francuskim Bordeaux otwarto Stadion Chaban-Delmas.
- 1 kwietnia:
  - Adolf Hitler został skazany na 5 lat pozbawienia wolności za próbę zamachu stanu (spędził w więzieniu tylko dziewięć miesięcy).
  - Rodezja Północna (dzisiejsza Zambia) została brytyjskim protektoratem.
- 2 kwietnia – została zdelegalizowana Bułgarska Partia Komunistyczna.
- 6 kwietnia:
  - we Włoszech Narodowa Partia Faszystowska wygrywa wybory z większością ⅔ głosów.
  - reprezentacja Włoch w piłce nożnej przegrywając w Budapeszcie 1:7 z Węgrami poniosła najwyższą porażkę w swej historii.
- 10 kwietnia – została ustanowiona flaga stanowa Arkansas.
- 13 kwietnia:
  - w referendum Grecy wypowiedzieli się za ustrojem republikańskim.
  - w Atenach powstaje klub piłkarski AEK Ateny.
- 20 kwietnia – ogłoszono konstytucję turecką modernizującą kraj i znoszącą poligamię.
- 24 kwietnia:
  - Thorvald Stauning został premierem Danii.
  - założono izraelski klub piłkarski Hapoel Hajfa.
- 26 kwietnia – w Londynie angielski wynalazca Harry Grindell Matthews zademonstrował swój wynalazek „promienie śmierci” (elektrycznie naładowane cząstki elementarne). Wynalazek nie wzbudził zainteresowania wojskowych.
- 27 kwietnia:
  - grupa alawitów zamordowała chrześcijańskie siostry zakonne w Syrii – rząd francuski wysłał przeciwko nim oddziały armii francuskiej.
  - premiera radzieckiej komedii filmowej Niezwykłe przygody Mister Westa w krainie bolszewików.
- 29 kwietnia – wszedł do służby japoński krążownik „Sendai”.
- 30 kwietnia – generał Vicente Tosta został tymczasowym prezydentem Hondurasu.
- 1 maja:
  - przedsiębiorstwa Benz & Cie. i Daimler-Motoren-Gesellschaft podpisały pierwszą umowę o współpracy. Dwa lata później w wyniku połączenia utworzyły Daimler-Benz AG.
  - na kanadyjskiej Wyspie Księcia Edwarda zniesiono ruch lewostronny.
- 3 maja – założono portugalski klub piłkarski Gil Vicente F.C.
- 4 maja–27 lipca – w Paryżu odbyły się VIII Letnie Igrzyska Olimpijskie.
- 8 maja – podpisano Konwencję Kłajpedzką między Litwą a mocarstwami sprzymierzonymi.
- 10 maja – J. Edgar Hoover został na następnych 48 lat dyrektorem Biura Śledczego (od lipca 1935 roku FBI).
- 11 maja – powstało przedsiębiorstwo Mercedes-Benz z fuzji zakładów produkujących samochody należących do Gottlieba Daimlera i Karla Benza.
- 21 maja – Chicago: dwaj studenci znani jako Leopold i Loeb, działając z motywu popełnienia zbrodni doskonałej, porwali i zamordowali 14-letniego Bobby’ego Franksa, syna miejscowego milionera.
- 29 maja – założono klub piłkarski Rayo Vallecano.
- 31 maja – Lauri Ingman został po raz drugi premierem Finlandii.
- 2 czerwca – prezydent Calvin Coolidge podpisał Indian Citizenship Act przyznający obywatelstwo amerykańskie wszystkim Indianom urodzonym na terytorium USA.
- 5 czerwca – inżynier elektryk wynalazca Ernst Alexanderson wysłał pierwszy telefaks do swego ojca ze Stanów Zjednoczonych do Szwecji.
- 8 czerwca – alpiniści George Mallory i Andrew Irvine byli widziani po raz ostatni w drodze na szczyt Mount Everest. Do dziś brak jest dowodów, czy istotnie dotarli oni na szczyt góry. Mallory i Irvine nie powrócili do obozu i zaginęli.
- 10 czerwca – w Rzymie faszyści uprowadzili i zamordowali jednego z przywódców włoskich socjalistów – Giacomo Matteottiego.
- 13 czerwca – Gaston Doumergue został prezydentem Francji.
- 15 czerwca – Édouard Herriot został premierem Francji.
- 16 czerwca – Fan Noli został premierem Albanii.
- 19 czerwca – w Helsinkach Fin Paavo Nurmi, w ciągu 50 min., ustanowił 2 rekordy świata w biegach na dystansie:
  - 1500 m wynikiem 3:52,6 s.
  - 5000 m wynikiem 14:28,2 s.
- 23 czerwca:
  - dokonano oblotu niemieckiego samolotu pasażerskiego Focke-Wulf A 16.
  - w Hanowerze został aresztowany seryjny morderca Fritz Haarmann.
- 26 czerwca – amerykańskie wojska opuściły po 8 latach okupacji Dominikanę.
- Lipiec – w Konstantynopolu otwarto Polską Wystawę Przemysłowo-Handlową.
- 1 lipca – wprowadzono system metryczny w Japonii.
- 16 lipca – w Londynie Brytyjka Eileen Edwards(inne języki) ustanowiła rekord świata w biegu na 400 m wynikiem 1:00,8 s.
- 20 lipca:
  - w Paryżu powstała Międzynarodowa Federacja Szachowa (FIDE) zrzeszająca narodowe związki szachowe z całego świata, w tym Polski Związek Szachowy.
  - w ZSRR ukazała się gazeta „Sowiecki Sport” (ros. Советский спорт).
- 27 lipca – w Paryżu zakończyły się VIII Letnie Igrzyska Olimpijskie. W ostatnim dniu zawodów pierwszy w historii medal olimpijski (srebrny) dla Polski zdobyła drużyna kolarzy torowych w wyścigu na dochodzenie na 4 km w składzie: Józef Lange, Jan Łazarski, Tomasz Stankiewicz i Franciszek Szymczyk, drugi (brązowy) jeździec Adam Królikiewicz w konkursie skoków.
- 18 sierpnia – Francuzi rozpoczęli wycofywanie swych oddziałów okupacyjnych z Niemiec.
- 20 sierpnia – w Londynie Brytyjka Eileen Edwards ustanowiła rekord świata w biegu na 200 m wynikiem 26,2 s.
- 28 sierpnia – w Gruzji wybuchło powstanie przeciw ZSRR, w którym zginęło kilka tysięcy osób.
- 9 września – ośmiogodzinny dzień pracy został wprowadzony w Belgii.
- 21 września – Włochy: otwarto Autostradę Jezior.
- 1 października – katastrofa kolejowa w Moguncji, zginęło 15 osób.
- 2 października:
  - Protokół Genewski został zaadaptowany przez Ligę Narodów.
  - w Paryżu rozpoczęły się francusko-niemieckie rokowania w sprawie traktatu handlowego.
  - w Wolnym Mieście Gdańsku otwarto Targi Gdańskie.
- 6 października – rozpoczęła emisję pierwsza włoska rozgłośnia – Rai Radio Uno.
- 24 października – Fort Pułaski w stanie Georgia został wpisany na listę narodowych pomników USA.
- 25 października – Subhas Czandra Bose został aresztowany przez brytyjskie władze kolonialne w Indiach – był więziony przez następne dwa i pół roku.
- 27 października – powstała Uzbecka SRR.
- 4 listopada:
  - Stanley Baldwin został po raz drugi premierem Wielkiej Brytanii.
  - republikanin Calvin Coolidge pokonał demokratę Johna W. Davisa w wyborach prezydenckich w USA.
  - Nellie Tayloe Ross z Wyoming wygrała wybory i została pierwszą w historii Stanów Zjednoczonych kobietą pełniącą funkcję gubernatora stanu.
- 13 listopada – premiera filmu Gabinet figur woskowych.
- 24 listopada – Duan Qirui został prezydentem Republiki Chińskiej.
- 26 listopada – proklamowano Mongolską Republikę Ludową.
- 1 grudnia:
  - prezydentem Meksyku został Plutarco Elías Calles.
  - nieudany komunistyczny zamach stanu w Estonii.
- 10 grudnia – Władysław Reymont odebrał literacką Nagrodę Nobla.
- 19 grudnia – w Niemczech seryjny morderca Fritz Haarmann został skazany na karę śmierci.
- 20 grudnia:
  - Adolf Hitler został przedterminowo zwolniony z więzienia w Landsbergu.
  - w Austrii szyling zastąpił koronę austro-węgierską.
- 24 grudnia – Albania proklamowała się republiką.
- 29 grudnia – w San José oddano do użytku Stadion Narodowy Kostaryki.
- 30 grudnia – amerykański astronom Edwin Hubble ogłosił odkrycie istnienia innych niż Droga Mleczna galaktyk.
- W Niemczech wynaleziono silny środek odurzający – hydromorfon.

## Urodzili się
- 1 stycznia:
  - Jacques Le Goff, historyk francuski (zm. 2014)
  - Charles Thomas Munger, amerykański inwestor giełdowy (zm. 2023)
  - Romuald Klekowski, polski biolog, ekolog, emerytowany profesor Międzynarodowego Centrum Ekologii PAN, członek rzeczywisty Polskiej Akademii Nauk (zm. 2015)
- 2 stycznia – Franciszek Chrapkiewicz, polski i francuski biochemik (zm. 2020)
- 3 stycznia – Stefan Wilkanowicz, polski publicysta i dziennikarz (zm. 2022)
- 4 stycznia – Marianne Werner, niemiecka lekkoatletka (zm. 2023)
- 6 stycznia:
  - Szabsa Maszkaucan, radziecki wojskowy pochodzenia żydowskiego, Bohater Związku Radzieckiego (1945) (zm. 2022)
  - Olga Scherer, polska pisarka, eseistka, publicystka, tłumaczka, slawistka, historyk i teoretyk literatury polskiej, europejskiej i amerykańskiej (zm. 2001)
- 7 stycznia – Geoffrey Bayldon, brytyjski aktor (zm. 2017)
- 8 stycznia:
  - Ron Moody, brytyjski aktor (zm. 2015)
  - Justyn Sandauer, polski konstruktor lotniczy (zm. 2018)
- 9 stycznia:
  - Aleksiej Adżubej, radziecki dziennikarz i działacz polityczny (zm. 1993)
  - Anne Vernon, francuska aktorka
- 10 stycznia
  - Alicja Falniowska-Gradowska, polska historyk, profesor (zm. 2020)
  - Aila Meriluoto, fińska poetka i pisarka (zm. 2019)
  - Max Roach, amerykański perkusista i kompozytor jazzowy (zm. 2007)
- 11 stycznia:
  - Roger Guillemin, neuroendokrynolog amerykański pochodzenia francuskiego, laureat Nagrody Nobla (zm. 2024)
  - Slim Harpo, amerykański wykonawca muzyki bluesowej (zm. 1970)
- 12 stycznia:
  - Matti Kassila, fiński reżyser (zm. 2018)
  - Henryk Kończykowski, polski żołnierz (zm. 2016)
- 13 stycznia – Józef Łabędź, pierwszy polski paulista (zm. 1967)
- 15 stycznia:
  - Pavol Horský, słowacki ksiądz katolicki, jezuita, ofiara prześladowań komunistycznych w Czechosłowacji (zm. 1995)
  - Jean-Bertrand Pontalis, francuski filozof, psychoanalityk i pisarz (zm. 2013)
  - Georg Ratzinger, niemiecki duchowny katolicki; brat papieża Benedykta XVI (zm. 2020)
  - Tadeusz Zaskórski, polski inżynier, działacz związkowy, senator RP (zm. 2006)
- 16 stycznia:
  - Wanda Falkowska, polska dziennikarka, felietonistka, reportażystka (zm. 1992)
  - Katy Jurado, meksykańska aktorka (zm. 2002)
- 18 stycznia – Mieczysław Korczak, polski adwokat i polityk, sędzia Trybunału Stanu, Sprawiedliwy wśród Narodów Świata (zm. 2013)
- 21 stycznia – Benny Hill, angielski komik (zm. 1992)
- 22 stycznia:
  - Loris Fortuna, włoski prawnik, polityk (zm. 1985)
  - J.J. Johnson, amerykański puzonista jazzowy (zm. 2001)
  - Ján Chryzostom Korec, słowacki duchowny katolicki, biskup Nitry, kardynał (zm. 2015)
- 23 stycznia:
  - Frank Lautenberg, amerykański polityk, senator ze stanu New Jersey (zm. 2013)
  - Leopold Raznowiecki, polski generał brygady (zm. 2007)
- 24 stycznia:
  - Catherine Hamlin, australijska ginekolog i położnik (zm. 2020)
  - Ernst Kozub, niemiecki śpiewak, tenor (zm. 1971)
  - William McCormack, amerykański duchowny katolicki (zm. 2013)
- 25 stycznia:
  - Jack Kiefer, amerykańskistatystyk (zm. 1981)
  - Kazimierz Thiel, polski geotechnik (zm. 2015)
- 26 stycznia:
  - Alice Babs, szwedzka piosenkarka (zm. 2014)
  - Stanisław Szymecki, polski duchowny katolicki, biskup (zm. 2023)
- 27 stycznia:
  - Sabu Dastagir ps. Sabu, indyjski aktor (zm. 1963)
  - Jan Przybysław Majewski, polski poeta (zm. 2014)
  - Marian Przykucki, arcybiskup metropolita szczecińsko-kamieński w latach 1992–1999 (zm. 2009)
- 28 stycznia – Maria Fołtyn, polska śpiewaczka operowa (zm. 2012)
- 29 stycznia – Luigi Nono, włoski kompozytor współczesny (zm. 1990)
- 30 stycznia – Lloyd Alexander, amerykański pisarz fantasy (zm. 2007)
- 31 stycznia
  - Anna Maria Hinel, polska konspiratorka z okresu II wojny światowej (zm. 1943)
  - Francisco Sandoval, gwatemalski strzelec (zm. ?)
- 2 lutego – Mira Alečković, serbska poetka i powieściopisarka (zm. 2008)
- 3 lutego – Anna Danuta Tchórzewska, polska kapitan (zm. 2009)
- 4 lutego – Maria Anna Jarochowska, polska historyk (zm. 2018)
- 5 lutego:
  - Duraisamy Simon Lourdusamy, indyjski duchowny katolicki, kardynał (zm. 2014)
  - Zygmunt Ratajczak, major SB (zm. 1982)
  - Anna Sabbat, polska działaczka emigracyjna w Wielkiej Brytanii, żona Kazimierza Sabbata (zm. 2015)
- 6 lutego – Billy Wright, angielski piłkarz (zm. 1994)
- 8 lutego:
  - Charles Coste, francuski kolarz szosowy i torowy
  - Khamtai Siphandon, laotański generał, polityk, prezydent Laosu (zm. 2025)
  - Wu Chengzhang, chiński koszykarz
- 11 lutego:
  - Henryk Janduda, polski piłkarz, trener (zm. 2008)
  - Budge Patty, amerykański tenisista (zm. 2021)
  - Pinga, brazylijski piłkarz, trener (zm. 1996)
- 12 lutego:
  - Jerzy Albrycht, polski matematyk (zm. 2021)
  - Adam Witold Odrowąż-Wysocki, polski dziennikarz (zm. 2018)
  - Louis Zorich, amerykański aktor (zm. 2018)
- 13 lutego – Czesław Szczepańczyk, polski historyk (zm. 2020)
- 14 lutego – Helena Wolny, polska poetka, nauczyciel akademicki (zm. 2005)
- 15 lutego:
  - Helmut Oberlander, niemiecki zbrodniarz wojenny w okresie II wojny światowej, członek Einsatzgruppen (zm. 2021)
  - Sławomir Sierecki, polski prozaik (zm. 2012)
- 16 lutego:
  - Hanna Bedryńska, polska aktorka (zm. 2009)
  - Frank Saul, amerykański koszykarz (zm. 2019)
- 17 lutego:
  - Władysław Jackiewicz, polski malarz (zm. 2016)
  - Irena Popławska, polski historyk sztuki, historyk architektury łódzkiej, profesor Politechniki Łódzkiej (zm. 1995)
  - Ferdinando Terruzzi, włoski kolarz (zm. 2014)
  - Margaret Truman, amerykańska piosenkarka, a następnie pisarka (zm. 2008)
- 19 lutego
  - Lee Marvin, amerykański aktor filmowy, zdobywca statuetki Oscara (zm. 1987)
  - Benedykt Szymonek, polski piłkarz
- 20 lutego:
  - Mordechaj Ofer, izraelski polityk (zm. 1971)
  - Gloria Vanderbilt, amerykańska projektantka mody i aktorka (zm. 2019)
- 21 lutego:
  - Robert Mugabe, polityk, prezydent Zimbabwe (zm. 2019)
  - Silvano Piovanelli, włoski duchowny katolicki, kardynał (zm. 2016)
- 22 lutego:
  - Henryk Bromowicz, polski hokeista (zm. 1982)
  - Andrzej Danysz, polski farmakolog, współtwórca radiofarmakologii, profesor nauk medycznych, uczestnik powstania warszawskiego (zm. 2022)
  - Maria Iwaszkiewicz, polska pisarka, felietonistka i dziennikarka (zm. 2019)
  - Henryk de Kwiatkowski, amerykański pilot, inżynier, przedsiębiorca, hodowca koni pochodzenia polskiego (zm. 2003)
  - Maria Ziółkowska, polska pisarka (zm. 2012)
- 23 lutego:
  - Allan McLeod Cormack, amerykański fizyk pochodzenia południowoafrykańskiego, laureat Nagrody Nobla (zm. 1998)
  - Lejaren Hiller, amerykański kompozytor i chemik (zm. 1994)
  - Zdzisław Sosnowski, polski piłkarz (zm. 2018)
- 24 lutego:
  - Teresa Bracco, włoska męczennica, błogosławiona katolicka (zm. 1944)
  - Remi Joseph De Roo, kanadyjski duchowny katolicki (zm. 2022)
  - Maria Gołubnicza, radziecka lekkoatletka, młociarka (zm. 2015)
- 26 lutego:
  - Aleksander Płatek, polski geodeta, profesor AGH (zm. 1996)
  - Maria Rydlowa, polska historyk literatury (zm. 2021)
  - Józef Szarawara, polski chemik (zm. 2022)
- 28 lutego:
  - Nikołaj Babajew, bohater Związku Radzieckiego (zm. 1984)
  - Herwig Schopper(inne języki), niemiecki fizyk
- 29 lutego – Carlos Humberto Romero, były prezydent Salwadoru (zm. 2017)
- 1 marca:
  - Leonard Andrzejewski, polski aktor (zm. 1997)
  - Tadeusz Grudziński, polski historyk (zm. 2015)
  - Deke Slayton, amerykański astronauta (zm. 1993)
  - Arnold Drake, amerykański twórca komiksów (zm. 2007)
- 2 marca – Michael Sela, izraelski chemik, biochemik, immunolog (zm. 2022)
- 3 marca:
  - Lys Assia, szwajcarska piosenkarka (zm. 2018)
  - Cathy Downs, amerykańska aktorka (zm. 1976)
  - Tomiichi Murayama, japoński polityk
  - Ottmar Walter, niemiecki piłkarz (zm. 2013)
- 6 marca – William Webster, dyrektor Federalnego Biura Śledczego (FBI) (w latach 1978–1987) oraz dyrektor Centrali Wywiadu (DCI) (w latach 1987–1991) (zm. 2025)
- 7 marca – Kōbō Abe, japoński prozaik (zm. 1993)
- 8 marca – Anthony Caro, brytyjski rzeźbiarz (zm. 2013)
- 11 marca – Jozef Tomko, słowacki duchowny katolicki, kardynał (zm. 2022)
- 12 marca:
  - Krystyna Daszkiewicz, polska profesor prawa (zm. 2025)
  - Władysław Polański, polski generał dywizji (zm. 2012)
- 14 marca:
  - Józef Góralczyk, polski agronom, profesor, senator RP (zm. 2006)
  - Jerzy Lewczyński, polski fotograf (zm. 2014)
- 15 marca – Zbigniew Zieleniewski, polski generał dywizji (zm. 2017)
- 16 marca – Urbano José Allgayer, brazylijski duchowny katolicki, biskup Passo Fundo (zm. 2019)
- 17 marca – Ryszard Barycz, polski aktor (zm. 2010)
- 18 marca:
  - Michel Pomathios, francuski rugbysta, działacz samorządowy, trener i działacz sportowy (zm. 2015)
  - Alexandre José Maria dos Santos, mozambicki duchowny katolicki, kardynał (zm. 2021)
  - Roman Rakowski, komandor Marynarki Wojennej RP, działacz spółdzielczy i kombatancki, prawnik; w okresie II wojny światowej harcerz Szarych Szeregów, oficer Kedywu ZWZ-AK, uczestnik akcji „Burza” we Lwowie. Kawaler Orderu Virtuti Militari
- 19 marca – Danuta Gałkowa, polska sanitariuszka i łączniczka, uczestnik powstania warszawskiego (zm. 2018)
- 20 marca – Jerzy Przybysz, polski psycholog (zm. 2017)
- 21 marca – Marian Cebulski, polski aktor (zm. 2019)
- 23 marca – Władysław Gawlik, polski historyk i polityk (zm. 2007)
- 24 marca:
  - Conrad Primmer, australijski rugbysta i lekarz (zm. 2014)
  - Franciszek Rusek, polski sędzia (zm. 2020)
- 25 marca – Machiko Kyō, japońska aktorka (zm. 2019)
- 26 marca – Anna Kołakowska, polska grafik, ilustratorka literatury dziecięcej (zm. 2013)
- 27 marca – Sarah Vaughan, amerykańska wokalistka jazzowa (zm. 1990)
- 28 marca – Birte Christoffersen, duńsko-szwedzka skoczkini do wody
- 30 marca – Józef Uznański, ratownik tatrzański, instruktor narciarski i przewodnik tatrzański (zm. 2012)
- 31 marca – Peter Takaaki Hirayama, japoński duchowny katolicki (zm. 2023)
- 3 kwietnia:
  - Marlon Brando, amerykański aktor filmowy (zm. 2004)
  - Jan Soszyński, polski żołnierz, uczestnik powstania warszawskiego (zm. 1944)
- 4 kwietnia – Stanisław Kruczek, polski generał (zm. 2013)
- 6 kwietnia:
  - Eugenio Scalfari, włoski dziennikarz, pisarz i polityk (zm. 2022)
  - Janusz Ziółkowski, polski socjolog, profesor, senator RP (zm. 2000)
- 7 kwietnia:
  - Wojciech Fiwek, polski reżyser (zm. 2020)
  - Manuel Sobreviñas, filipiński duchowny katolicki (zm. 2020)
- 12 kwietnia:
  - Raymond Barre, polityk francuski i ekonomista (zm. 2007)
  - Edmund Ilcewicz, polski duchowny katolicki, biskup pomocniczy lubelski (zm. 1981)
- 13 kwietnia:
  - Rudolf Bucki, żołnierz Armii Krajowej i partyzantki antykomunistycznej, działacz NSZZ „Solidarność
  - Stanley Donen, amerykański reżyser (zm. 2019)
- 15 kwietnia:
  - Padraic Fiacc, irlandzki poeta (zm. 2019)
  - Neville Marriner, angielski dyrygent i skrzypek (zm. 2016)
- 16 kwietnia – Henry Mancini, amerykański kompozytor i aranżer (zm. 1994)
- 18 kwietnia – Karl-Erik Åström, szwedzki biegacz narciarski (zm. 1993)
- 19 kwietnia – Chawka Folman-Raban, żydowska działaczka ruchu oporu w getcie warszawskim (zm. 2014)
- 20 kwietnia:
  - Miroslav Komárek, czeski językoznawca (zm. 2013)
  - Leslie Phillips, brytyjski aktor (zm. 2022)
  - Anna Przemyska, polska autorka literatury dziecięcej i młodzieżowej (zm. 1995)
- 21 kwietnia – Jerzy Peńsko, polski fizyk (zm. 2021)
- 22 kwietnia:
  - Zygmunt Machoy, polski biochemik (zm. 2018)
  - Aleksandra Mano, albańska archeolog, profesor (zm. 2005)
  - Edward Skarga, polski aktor (zm. 2017)
- 23 kwietnia:
  - Henry Holmberg, szwedzki zapaśnik (zm. 1981)
  - Margit Sandemo, norweska pisarka (zm. 2018)
- 24 kwietnia – Witold Cęckiewicz, polski architekt (zm. 2023)
- 26 kwietnia – Leon Kopelman, żołnierz Armii Krajowej ocalony z Gęsiówki przez żołnierzy batalionu „Zośka (zm. 2021)
- 28 kwietnia:
  - Edwin Brzostowski, polski działacz kulturalny (zm. 1997)
  - Kenneth Kaunda, zambijski polityk (zm. 2021)
- 30 kwietnia – Sheldon Harnick, amerykański pisarz (zm. 2023)
- 1 maja:
  - Karel Kachyňa, czeski reżyser filmowy (zm. 2004)
  - Bronisława Kopczyńska-Jaworska, polska etnolog (zm. 2016)
  - Anđelka Martić, chorwacka pisarka i tłumaczka, autorka książek dla dzieci (zm. 2020)
- 2 maja:
  - Theodore Bikel, amerykański działacz polityczny, kompozytor, piosenkarz i aktor (zm. 2015)
  - Aleksiej Murawlow, radziecki kompozytor muzyki filmowej (zm. 2023)
- 3 maja:
  - Jan Paweł Gawlik, polski eseista, teatrolog, krytyk teatralny, publicysta i dramaturg (zm. 2017)
  - Bohdana Majda, polska aktorka (zm. 1995)
  - Isadore Singer, amerykański matematyk (zm. 2021)
- 5 maja – Leopoldo Torre Nilsson, argentyński reżyser, scenarzysta (zm. 1978)
- 6 maja:
  - Stanisław Cisek, polski żołnierz AK, żeglarz (zm. 2007)
  - David Marshall Lang, brytyjski kaukazolog (zm. 1991)
  - Anna Leszczyńska, polska działaczka turystyczna, przewodnik PTTK, żołnierz AK (zm. 2018)
- 7 maja:
  - Marjorie Boulton, brytyjska pisarka, poetka, literaturoznawczyni (zm. 2017)
  - Arno Lustiger, niemiecki historyk, pisarz pochodzenia żydowskiego (zm. 2012)
- 8 maja:
  - Antoni Biegun, żołnierz wyklęty, kapitan Wojska Polskiego w czasie II wojny światowej, ps. „Lalek” (zm. 2001)
  - Bolesław Chamielec, oficer Wojska Polskiego (zm. 2024)
  - Gerda Weissmann-Klein, amerykańska działaczka społeczna, ocalona z Holocaustu (zm. 2022)
- 9 maja:
  - Bułat Okudżawa, gruziński pieśniarz i poeta (zm. 1997)
  - Halina Pilawska, polska lekarka (zm. 2017)
- 10 maja – Settimio Todisco, włoski duchowny katolicki (zm. 2025)
- 11 maja:
  - Robert Bandurski, amerykański biochemik, członek Polskiej Akademii Nauk (zm. 2020)
  - Antony Hewish, brytyjski astrofizyk i radioastronom, laureat Nagrody Nobla (zm. 2021)
  - Marino Marini, włoski piosenkarz i kompozytor (zm. 1997)
- 12 maja – Aleksandr Jesienin-Wolpin, rosyjski matematyk, działacz opozycyjny w ZSRR (zm. 2016)
- 13 maja – Giovanni Sartori, włoski teoretyk polityki (zm. 2017)
- 16 maja:
  - Dawda Kairaba Jawara, polityk i weterynarz gambijski (zm. 2019)
  - Benon Jelinowski, dyrektor szkół rybactwa (zm. 2021)
  - Tadeusz Kubiak, polski poeta, satyryk, autor utworów dla dzieci i słuchowisk radiowych (zm. 1979)
  - Ryszard Mielnik, inżynier, przewodnik turystyczny (zm. 2000)
- 17 maja:
  - Roy Bentley, angielski piłkarz (zm. 2018)
  - Kazimierz Dejmek, polski reżyser i aktor teatralny, minister kultury i sztuki (zm. 2002)
- 18 maja:
  - Priscilla Pointer, amerykańska aktorka (zm. 2025)
  - Bogdan Sujak, polski fizyk (zm. 2023)
- 21 maja – Edward Moskal, działacz Kongresu Polonii Amerykańskiej (zm. 2005)
- 22 maja – Charles Aznavour, francuski piosenkarz (zm. 2018)
- 23 maja:
  - Karlheinz Deschner, niemiecki pisarz, autor 10-tomowego dzieła Kryminalna historia chrześcijaństwa (zm. 2014)
  - Klementyna Żurowska, polska historyk (zm. 2015)
- 25 maja – Henryk Hawrylak, polski inżynier (zm. 2013)
- 27 maja – Aleksander Zwierko, polski architekt i urbanista, żołnierz AK (zm. 2003)
- 29 maja – Leszek Elektorowicz, polski poeta, prozaik, eseista i tłumacz (zm. 2019)
- 31 maja – Jerzy Skrabek, żołnierz Związku Walki Zbrojnej i Armii Krajowej (zm. 2019)
- 2 czerwca – Stanisław Kimszal, polski dowódca wojskowy (zm. 2018)
- 3 czerwca:
  - Wilhelm Gaj-Piotrowski, polski ksiądz katolicki (zm. 2017)
  - M. Karunanidhi, indyjski polityk, scenarzysta, producent filmowy, pisarz, dziennikarz, wydawca, poeta i dramaturg (zm. 2018)
  - Torsten Wiesel, szwedzki neurobiolog, laureat Nagrody Nobla
- 4 czerwca – Antonio Ramallets, hiszpański piłkarz (zm. 2013)
- 6 czerwca – Göran Malmqvist, szwedzki językoznawca (zm. 2019)
- 9 czerwca – Paweł Podbiał, polski działacz partyjny, prezydent Katowic (zm. 1982)
- 10 czerwca – Hans Bangerter, szwajcarski działacz piłkarski, sekretarz generalny UEFA (zm. 2022)
- 11 czerwca:
  - Barbara Otwinowska, polska badaczka literatury (zm. 2018)
  - Aleksander Ziemny, polski poeta, prozaik, reportażysta, tłumacz literatury pięknej z języka angielskiego, rosyjskiego, ukraińskiego i hebrajskiego (zm. 2009)
- 12 czerwca – George Bush, prezydent USA (zm. 2018)
- 13 czerwca – Bronisław Baczko, polski filozof (zm. 2016)
- 14 czerwca – James W. Black, szkocki farmaceuta, laureat Nagrody Nobla (zm. 2010)
- 15 czerwca:
  - Janusz Andrzej Tylman, polski prawnik (zm. 2020)
  - Ezer Weizman, prezydent Izraela (zm. 2005)
- 16 czerwca – Adam Hanuszkiewicz, polski aktor i reżyser (zm. 2011)
- 17 czerwca – Rune Larsson, szwedzki lekkoatleta (zm. 2016)
- 18 czerwca – George Mikan, amerykański koszykarz, 4-krotny mistrz NBA (zm. 2005)
- 19 czerwca:
  - Wasil Bykau (błr. Васіль Быкаў), białoruski pisarz (zm. 2003)
  - Korneliusz (Jakobs), rosyjski duchowny prawosławny (zm. 2018)
- 20 czerwca:
  - Chet Atkins, amerykański muzyk country (zm. 2001)
  - Teofila Bratkowska, ukraińska śpiewaczka operowa (sopran) (zm. 2019)
- 21 czerwca – Jean Laplanche, francuski psychoanalityk (zm. 2012)
- 22 czerwca – Aleksandyr Jankow, bułgarski prawnik i polityk (zm. 2019)
- 23 czerwca – Arno Stern, francuski pedagog (zm. 2024)
- 24 czerwca – Kurt Furgler, szwajcarski polityk, prezydent Szwajcarii (zm. 2008)
- 25 czerwca:
  - Henryk Hunko, polski aktor (zm. 1985)
  - Sidney Lumet, amerykański reżyser (zm. 2011)
  - Jerzy Modrzewski, polski generał (zm. 2022)
  - Adikarso, indonezyjski piosenkarz i kompozytor (zm. 1987)
- 26 czerwca – Richard Bull, amerykański aktor (zm. 2014)
- 27 czerwca – Zbigniew Ogonowski, polski filozof i historyk filozofii (zm. 2018)
- 29 czerwca – Gustaw Lutkiewicz, polski aktor i piosenkarz (zm. 2017)
- 3 lipca – S.R. Nathan, singapurski polityk, prezydent Singapuru (zm. 2016)
- 4 lipca:
  - Eva Marie Saint, amerykańska aktorka, laureatka Oscara
  - Delia Fiallo, kubańska pisarka, scenarzystka telewizyjna, dysydentka (zm. 2021)
- 5 lipca
  - Edward Cassidy, australijski duchowny katolicki, kardynał (zm. 2021)
  - Anna Wajcowicz, polska łączniczka i sanitariuszka AK, uczestniczka powstania warszawskiego (zm. 1944)
- 6 lipca – Giennadij Woronowski, radziecki polityk (zm. 2008)
- 8 lipca – Franciszek Spoto, włoski zakonnik, misjonarz, męczennik, błogosławiony katolicki (zm. 1964)
- 9 lipca – Jerzy Regulski, polski ekonomista (zm. 2015)
- 11 lipca – Janusz Stępkowski, polski architekt (zm. 2018)
- 12 lipca – Aleksander Łukasiewicz, polski biolog (zm. 2022)
- 13 lipca:
  - Carlo Bergonzi, włoski śpiewak operowy (zm. 2014)
  - Maria Koterbska, polska piosenkarka (zm. 2021)
  - Czesław Kupisiewicz, polski humanista (zm. 2015)
- 15 lipca:
  - David Cox, brytyjski statystyk, twórca modelu proporcjonalnego hazardu (zm. 2022)
  - Machmud Esambajew, czeczeński tancerz, aktor, choreograf (zm. 2000)
- 16 lipca:
  - Mario Castellacci, włoski dziennikarz i dramaturg (zm. 2002)
  - Manfred Fojcik, polski piłkarz
- 19 lipca – Stanley Hathaway, amerykański polityk, gubernator stanu Wyoming (zm. 2005)
- 20 lipca:
  - Lola Albright, amerykańska aktorka (zm. 2017)
  - Thomas Berger, amerykański pisarz (zm. 2014)
- 21 lipca:
  - Jerzy Łukaszewski, polski prawnik (zm. 2020)
  - Alojz Rebula, słoweński pisarz (zm. 2018)
- 23 lipca – Ingram Olkin, amerykański statystyk (zm. 2016)
- 24 lipca:
  - Zenon Czerniakowski, polski entomolog (zm. 2024)
  - Paul Meier (statystyk), amerykański statystyk (zm. 2011)
  - Krystyna Skuszanka, polska reżyser teatralna, dyrektor teatrów (zm. 2011)
- 25 lipca – Henryk Szarmach, polski lekarz (zm. 2020)
- 26 lipca – Stanisław Komornicki, polski wojskowy, generał brygady, autor pamiętników o tematyce wojennej (zm. 2010)
- 27 lipca – Arnold Harberger, amerykański ekonomista i wykładowca akademicki
- 30 lipca:
  - William H. Gass, amerykański prozaik, krytyk literacki i eseista (zm. 2017)
  - Attilio Giovannini, włoski piłkarz (zm. 2005)
  - Stefania Szantyr-Powolna, polska lekarka, więźniarka łagrów, podpułkownik Wojska Polskiego
- 31 lipca:
  - Zbigniew Jańczuk, polski lekarz (zm. 2016)
  - Daniel Verstraete, belgijski duchowny katolicki
- 1 sierpnia:
  - Georges Charpak, francuski fizyk pochodzenia żydowskiego, laureat Nagrody Nobla (zm. 2010)
  - Abd Allah ibn Abd al-Aziz Al Su’ud (arab. عبدالله بن عبد) król Arabii Saudyjskiej (zm. 2015)
- 2 sierpnia – Ludwik Kuropatwa, polski oficer ludowego Wojska Polskiego (zm. 2019)
- 4 sierpnia – Mohamed Atalla, amerykański inżynier, wynalazca MOSFET (zm. 2009)
- 5 sierpnia:
  - Marian Dmochowski, polski ekonomista, polityk, dyplomata (zm. 2010)
  - Virginio Rognoni, włoski polityk (zm. 2022)
- 6 sierpnia – Irena Żurańska, polska etnolog (zm. 2022)
- 7 sierpnia – Aleksandra Sikorowa, polska zoolog, hydrobiolog (zm. 2016)
- 8 sierpnia:
  - Sidney Boldt-Christmas, szwedzki żeglarz (zm. 2016)
  - Gene Deitch, amerykański reżyser filmowy oraz animator (zm. 2020)
- 9 sierpnia – Leszek Zabłocki, polski działacz kombatancki (zm. 2022)
- 10 sierpnia – Martha Hyer, amerykańska aktorka (zm. 2014)
- 12 sierpnia – Witold Mańczak, polski językoznawca (zm. 2016)
- 13 sierpnia:
  - Jurij Orłow, rosyjski fizyk (zm. 2020)
  - Serafim Fernandes de Araujo, brazylijski duchowny katolicki, kardynał (zm. 2019)
- 14 sierpnia:
  - Holger Juul Hansen, duński aktor (zm. 2013)
  - Zenon Neumark, polski fizyk (zm. 2023)
  - Georges Prêtre, francuski dyrygent (zm. 2017)
- 15 sierpnia:
  - Jo Benkow, norweski polityk żydowskiego pochodzenia (zm. 2013)
  - Phyllis Schlafly, amerykańska polityk, pisarka i publicystka (zm. 2016)
- 21 sierpnia – Arthur Janov, amerykański terapeuta (zm. 2017)
- 22 sierpnia:
  - Juan Carlos González, urugwajski piłkarz, reprezentant Urugwaju, mistrz świata (zm. 2010)
  - Andrzej Markowski, polski kompozytor, dyrygent (zm. 1986)
  - Zbigniew Radłowski, jeden z pierwszych więźniów Pawiaka, a następnie KL Auschwitz, żołnierz Armii Krajowej
- 23 sierpnia:
  - Renato Buzzonetti, włoski lekarz (zm. 2017)
  - Ephraim Kishon, izraelski pisarz, satyryk, felietonista, reżyser (zm. 2005)
  - Anna Romankow-Żmudowska, polska biolog, profesor (zm. 2019)
  - Robert Solow, amerykański ekonomista, laureat Nagrody Banku Szwecji im. Alfreda Nobla w dziedzinie ekonomii (zm. 2023)
- 25 sierpnia – Harlan Smith, amerykański astronom (zm. 1991)
- 26 sierpnia – Edward Drzazga, polski generał (zm. 2018)
- 27 sierpnia:
  - Kim Kuk T’ae, północnokoreański polityk (zm. 2013)
  - Jerzy Płażewski, polski krytyk i historyk filmu (zm. 2015)
- 28 sierpnia:
  - Jerzy Kroh, polski chemik (zm. 2016)
  - Stanisław Luft, polski lekarz (zm. 2020)
  - Peggy Ryan, amerykańska aktorka (zm. 2004)
- 29 sierpnia:
  - Bronisław Bednarz, polski generał (zm. 2016)
  - Dżennet Połtorzycka-Stampf’l, polska dziennikarka i pisarka (zm. 2020)
- 31 sierpnia – Zbigniew Radwański, polski prawnik (zm. 2012)
- 2 września:
  - Daniel Moi, kenijski polityk, prezydent Kenii (zm. 2020)
  - Sidney Phillips, amerykański lekarz, uczestnik II wojny światowej (zm. 2015)
- 3 września – Henryk Buszko, polski architekt (zm. 2015)
- 4 września:
  - Mary Bevis Hawton, australijska tenisistka (zm. 1981)
  - Barbara Bittnerówna, polska tancerka (zm. 2018)
- 6 września – Stanisław Sygnet, polski duchowny katolicki, biskup pomocniczy sandomierski (zm. 1985)
- 7 września – Daniel Inouye, amerykański polityk, senator ze stanu Hawaje (zm. 2012)
- 8 września:
  - Wendell Ford, amerykański polityk, senator ze stanu Kentucky (zm. 2015)
  - Maria Lewicka, polska historyk sztuki (zm. 2016)
- 9 września:
  - Sylvia Miles, amerykańska aktorka (zm. 2019)
  - Russell M. Nelson, amerykański duchowny
  - Rik Van Steenbergen, belgijski kolarz szosowy (zm. 2003)
- 11 września:
  - Daniel Akaka, amerykański polityk, senator ze stanu Hawaje (zm. 2018)
  - Edward Łańcucki, polski wojskowy, generał (zm. 2020)
- 12 września – Kaya Mirecka-Ploss, polska pisarka, projektantka mody i działaczka społeczna (zm. 2023)
- 15 września – Nicolas Mondejar, filipiński duchowny katolicki (zm. 2019)
- 16 września – Lauren Bacall, amerykańska aktorka (zm. 2014)
- 21 września:
  - Włodzimierz Janiurek, polski polityk (zm. 2011)
  - Irena Wojnar, polska pedagog (zm. 2021)
- 22 września – Rosamunde Pilcher, angielska pisarka (zm. 2019)
- 24 września – Nina Boczarowa, ukraińska gimnastyczka (zm. 2020)
- 25 września – Barbara Gumińska, polska botanik, mykolog, wykładowczyni akademicka (zm. 2025)
- 27 września:
  - Josef Škvorecký, czeski pisarz (zm. 2012)
  - Karol Zierhoffer, polski filolog (zm. 2019)
- 28 września:
  - Andrzej Ciechanowiecki, polski historyk (zm. 2015)
  - Merwin Coad, amerykański polityk
  - Marcello Mastroianni, włoski aktor filmowy (zm. 1996)
- 30 września:
  - Krystyna Bobrowska, polska teatrolog i społecznik (zm. 2014)
  - Truman Capote, amerykański pisarz (zm. 1984)
  - Jerzy Pelc, polski filozof, semiotyk i logik (zm. 2017)
  - Fukumi Shimura, japońska artystka
- 1 października:
  - Jimmy Carter, prezydent USA (zm. 2024)
  - Robert Van Kerkhoven, belgijski piłkarz (zm. 2017)
  - Krystyna Vetulani-Belfoure, polska pisarka, tłumaczka, nauczycielka (zm. 2004)
  - William H. Rehnquist, amerykański prawnik, wieloletni prezes Sądu Najwyższego USA (zm. 2005)
- 2 października:
  - Ryszard Kubiczek, polski generał (zm. 2015)
  - Stephen Sulyk, emerytowany greckokatolicki metropolita w Filadelfii w latach 1980–2000 (zm. 2020)
- 3 października – Manuel Edmilson da Cruz, brazylijski duchowny katolicki
- 4 października – Maurice Karnaugh, amerykański fizyk (zm. 2022)
- 5 października:
  - Janina Błaszczak, oficer WP, ekonomistka (zm. 2010)
  - Olga Gyarmati, węgierska lekkoatletka, skoczkini w dal (zm. 2013)
  - Anna Radoń, polska Sprawiedliwa wśród Narodów Świata (zm. 2001)
- 8 października – Alphons Egli, szwajcarski polityk, prawnik (zm. 2016)
- 9 października:
  - Kazimierz Błahij, polski dziennikarz, publicysta, reportażysta, pisarz (zm. 1990)
  - Michiel Dudok van Heel, holenderski żeglarz, olimpijczyk (zm. 2003)
  - Zofia Lewandowska, polska pisarka (zm. 1999)
  - Regina Smendzianka, polska pianistka i pedagog (zm. 2011)
- 10 października:
  - Ed Wood, amerykański reżyser, aktor, scenarzysta i producent filmowy (zm. 1978)
  - Marzenna Schejbal, polska działaczka polonijna, powstaniec warszawski (zm. 2021)
- 11 października:
  - Jan Słomski, polski lekarz (zm. 2014)
  - Mal Whitfield, amerykański lekkoatleta (zm. 2015)
- 12 października:
  - Łucja Burzyńska, polska aktorka (zm. 2017)
  - Władysław Klepacz, polski informatyk, dziennikarz i popularyzator techniki (zm. 2021)
  - Stanisław Oleksiak, polski żołnierz Armii Krajowej, działacz polskich środowisk kombatanckich, prezes Zarządu Głównego Światowego Związku Żołnierzy Armii Krajowej w latach 2010–2013 (zm. 2018)
- 15 października:
  - Lee Iacocca, amerykański menedżer (zm. 2019)
  - Douglas Reeman, brytyjski pisarz (zm. 2017)
- 16 października – Ałła Graczowa, ukraińska twórczyni filmów animowanych (zm. 2001)
- 17 października:
  - Barbara Nawrocka-Dońska, polska prozaiczka, eseistka i dziennikarka (zm. 2018)
  - Rolando Panerai, włoski śpiewak operowy (zm. 2019)
- 19 października – Lubomír Štrougal, czechosłowacki działacz komunistyczny (zm. 2023)
- 21 października – Maria Bolognesi, włoska mistyczka, błogosławiona katolicka (zm. 1980)
- 24 października – Roger Rioland, francuski kolarz (zm. 2018)
- 25 października:
  - Silvia Ghelan, rumuńska aktorka (zm. 2019)
  - Weston Edward Vivian, amerykański polityk (zm. 2020)
- 26 października:
  - Kazimierz Janiak, polski działacz partyjny, poseł na Sejm PRL, przewodniczący PMRN Płocka (zm. 1986)
  - Constantin Brodzki, belgijski architekt (zm. 2021)
- 27 października:
  - Šimon Ondruš, słowacki językoznawca (zm. 2011)
  - Ronnie Taylor, brytyjski operator filmowy (zm. 2018)
- 29 października – Zbigniew Herbert, polski poeta (zm. 1998)
- 30 października:
  - Maria Sander, niemiecka lekkoatletka, sprinterka i płotkarka (zm. 1999)
  - Andrzej Werblan, polski działacz komunistyczny
- 1 listopada – Süleyman Demirel, turecki polityk (zm. 2015)
- 2 listopada:
  - Albert Houssiau, belgijski duchowny katolicki
  - Rudy Van Gelder, amerykański inżynier dźwięku (zm. 2016)
- 3 listopada – Erzsébet Köteles, węgierska gimnastyczka (zm. 2019)
- 4 listopada – Roman Ciesielski, polski inżynier, profesor, senator I kadencji (zm. 2004)
- 7 listopada – Serafín Luis Alberto Cartagena Ocaña, hiszpański duchowny katolicki, wikariusz apostolski Zamora en Ecuador
- 8 listopada:
  - Alfred Figaszewski, polski duchowny luterański (zm. 2020)
  - Dmitrij Jazow, radziecki dowódca wojskowy, marszałek Związku Radzieckiego, polityk (zm. 2020)
  - Victorinus Youn Kong-hi, koreański duchowny katolicki
- 9 listopada:
  - Robert Frank, amerykański fotograf (zm. 2019)
  - Józef Januszkowski, polski taternik, przewodnik tatrzański, ratownik górski (zm. 1967)
- 10 listopada
  - Klaus Baess, duński żeglarz (zm. 2018)
  - Stanisław Szostak, kapitan Armii Krajowej, żołnierz Wachlarza, członek ruchu oporu podczas II wojny światowej, żołnierz wyklęty
- 11 listopada – Andrzej Łapicki, polski aktor (zm. 2012)
- 12 listopada:
  - Alina Bolechowska, polska śpiewaczka operowa (zm. 2002)
  - Audouin Dollfus, francuski astronom (zm. 2010)
  - Kazimierz Witkiewicz, polski aktor (zm. 2018)
- 13 listopada – Motoo Kimura, japoński genetyk, biolog molekularny, autor neutralistycznej teorii ewolucji molekularnej (zm. 1994)
- 16 listopada:
  - Erika Mahringer, austriacka narciarka (zm. 2018)
  - Mel Patton, amerykański lekkoatleta (zm. 2014)
- 17 listopada – John Aloysius O’Mara, amerykański duchowny katolicki, biskup Saint Catharines (zm. 2022)
- 19 listopada – William Russell, angielski aktor (zm. 2024)
- 20 listopada – Benoît Mandelbrot, francuski matematyk, badacz fraktali, laureat nagrody Nagrody Wolfa (zm. 2010)
- 21 listopada:
  - Józef Baryła, polski generał i polityk (zm. 2016)
  - Joseph Campanella, amerykański aktor i lektor (zm. 2018)
  - Christopher Tolkien, syn pisarza J.R.R. Tolkiena (zm. 2020)
- 22 listopada:
  - Józef Pazdur, polski duchowny katolicki (zm. 2015)
  - Robert Milton Young, amerykański scenarzysta, reżyser, operator filmowy i producent (zm. 2024)
- 23 listopada – Aleksander Małachowski, polski polityk Unii Pracy i publicysta (zm. 2004)
- 24 listopada – Derek Williams, walijski sportowiec, działacz sportowy (zm. 2014)
- 26 listopada – Irwin Hoffman, amerykański dyrygent (zm. 2018)
- 27 listopada:
  - Ivan Bohuš, słowacki historyk regionalny, muzeolog i publicysta (zm. 2018)
  - Anna Branicka-Wolska, córka Adama Branickiego, ostatnia z potomków targowiczanina – hetmana Franciszka Ksawerego Branickiego (zm. 2023)
  - Nina Cassian, rumuńska poetka (zm. 2014)
- 29 listopada – Liza Vorfi, albańska aktorka (zm. 2011)
- 30 listopada:
  - Menelaos Chadzijeorjiu, grecki ginekolog, działacz sportowy, polityk, eurodeputowany (zm. 2020)
  - Klaus Huber, szwajcarski kompozytor, dyrygent, pedagog i skrzypek (zm. 2017)
  - Władysław Mróz, polski generał dywizji, profesor nauk wojskowych (zm. 2010)
  - André Weckmann, francuski poeta, prozaik i eseista (zm. 2012)
- 1 grudnia – Tadeusz Sobieszczak, polski żołnierz Armii Krajowej (zm. 2018)
- 2 grudnia:
  - Alexander Haig, amerykański wojskowy i polityk (zm. 2010)
  - Vilgot Sjöman, szwedzki reżyser (zm. 2006)
- 3 grudnia:
  - John Backus, amerykański informatyk, twórca języka programowania Fortran (zm. 2007)
  - Roberto Mieres, argentyński kierowca wyścigowy (zm. 2012)
  - Ralph Regula, amerykański polityk (zm. 2017)
- 4 grudnia
  - Zdzisław Kozień, polski aktor (zm. 1998)
  - Jakub Nowakowski, polski zoolog, doktor nauk biologicznych, działacz konspiracji niepodległościowej w czasie II wojny światowej, uczestnik powstania warszawskiego
- 5 grudnia:
  - Józef Nyka, polski alpinista i taternik (zm. 2021)
  - Władimir Dołgich, radziecki i rosyjski polityk, inżynier metalurg (zm. 2020)
- 6 grudnia – Tadeusz Konarski, polski działacz partyjny, przewodniczący MRN w Toruniu (zm. 2000)
- 7 grudnia – Mário Soares, portugalski polityk (zm. 2017)
- 8 grudnia – Marian Czachor, polski piłkarz (zm. 2018)
- 11 grudnia:
  - Ben Abraham, brazylijski dziennikarz i pisarz (zm. 2015)
  - Charles Bachman, amerykański informatyk (zm. 2017)
  - Zygmunt Goławski, działacz opozycji antykomunistycznej (zm. 2021)
  - Ewa Żygulska, polska malarka, żołnierz Armii Krajowej (zm. 1997)
- 12 grudnia:
  - Mieczysława Buczkówna, polska poetka (zm. 2015)
  - Ed Koch, amerykański polityk pochodzenia żydowskiego (zm. 2013)
  - Charles Schultze, amerykański ekonomista (zm. 2016)
- 13 grudnia:
  - Gaetano Bonicelli, włoski duchowny katolicki
  - Jan Kulma, polski reżyser, muzyk, filozof, pisarz (zm. 2019)
  - Maria Riva, niemiecka aktorka
- 14 grudnia
  - Linda Hopkins, amerykańska piosenkarka gospel i aktorka (zm. 2017)
  - Siiri Rantanen, fińska biegaczka narciarska (zm. 2023)
- 15 grudnia – Ana Kalandadze, gruzińska poetka (zm. 2008)
- 16 grudnia:
  - Cecylia Butsi, tajska męczennica, błogosławiona katolicka (zm. 1940)
  - Władysław Ciastoń, polski wojskowy, generał (zm. 2021)
- 17 grudnia – Béla Zsitnik, węgierski wioślarz (zm. 2019)
- 19 grudnia:
  - Michel Tournier, francuski pisarz (zm. 2016)
  - Cicely Tyson, amerykańska aktorka (zm. 2021)
- 20 grudnia:
  - Charlie Callas, amerykański komik (zm. 2011)
  - Friederike Mayröcker, austriacka poetka (zm. 2021)
  - Ewa Zdzieszyńska, polska aktorka (zm. 1998)
- 21 grudnia:
  - Ludwik Górski, polski chemik, profesor Politechniki Krakowskiej (zm. 2012)
  - Barbara Wojtowicz-Natanson, polska fizyk (zm. 2015)
- 23 grudnia – Bob Kurland, amerykański koszykarz (zm. 2013)
- 24 grudnia Marc Ferro, francuski historyk (zm. 2021)
- 25 grudnia:
  - Gizzat Alipow, radziecki żołnierz, saper (zm. 1986)
  - Muchtar wuld Dadda, mauretański polityk, pierwszy prezydent Mauretanii (zm. 2003)
  - Wasilij Dinkow, radziecki polityk (zm. 2001)
  - Fatimah Hashim, malezyjska polityczka (zm. 2010)
  - Lars Matton, szwedzki żeglarz sportowy (zm. 2004)
  - Rod Serling, amerykański reżyser i scenarzysta filmowy (zm. 1975)
  - Jarmila Štítnická, słowacka pisarka (zm. 1980)
  - Atal Bihari Vajpayee, indyjski polityk, minister spraw zagranicznych, premier Indii (zm. 2018)
- 28 grudnia:
  - Stefan Burczyk, polski aktor (zm. 2014)
  - Milton Obote, prezydent Ugandy (zm. 2005)
  - Gyrma Uelde-Gijorgis, prezydent Etiopii od 2001 do 2013 (zm. 2018)
- 29 grudnia – Jerzy Kłoczowski, polski historyk (zm. 2017)

- data dzienna nieznana:
  - William Bade, amerykański matematyk (zm. 2012)
  - Hubert Lenk, polski harcerz, kapral AK (zm. 1943)

## Zmarli
- 2 stycznia:
  - Władysław Chełchowski, generał brygady w stanie spoczynku, były dowódca Grupy Etapów 2 Armii (ur. 1864)
  - Sabine Baring-Gould, angielski hagiograf, antykwarysta i powieściopisarz (ur. 1834)
- 21 stycznia:
  - Włodzimierz Iljicz Lenin (ros. Владимир Ильич Ульянов), przywódca i założyciel partii bolszewickiej w Rosji, przywódca państwa sowieckiego, ideolog komunizmu (ur. 1870)
  - Wojciech Roj (starszy), gazda, kowal i cieśla, przewodnik tatrzański (ur. 1839)
- 24 stycznia – Michaił Rodzianko (ros. Михаи́л Влади́мирович Родзя́нко), rosyjski polityk, oktiabrysta, przewodniczący Dumy Państwowej Imperium Rosyjskiego (ur. 1859)
- 3 lutego – Woodrow Wilson, polityk amerykański, prezydent USA (ur. 1856)
- 4 marca – Leif Erichsen, norweski żeglarz, medalista olimpijski (ur. 1888)
- 6 marca – Wilhelmina Koch, niemiecka kompozytorka pieśni sakralnych i świeckich, motetów biblijnych oraz muzyki chóralnej i instrumentalnej (ur. 1845)
- 11 marca – Helge von Koch, szwedzki matematyk (ur. 1870)
- 28 marca – Józef Sebastian Pelczar, polski duchowny katolicki, biskup przemyski (ur. 1842)
- 29 marca – Charles Villiers Stanford, brytyjski kompozytor, dyrygent i pedagog (ur. 1852)
- 4 kwietnia – Bronisław Koraszewski, polski działacz społeczny Śląska Opolskiego (ur. 1864)
- 9 kwietnia – Stephan Krehl, niemiecki kompozytor, pedagog i teoretyk muzyki (ur. 1864)
- 15 kwietnia – Eduard Caudella, rumuński kompozytor, skrzypek, dyrygent i pedagog (ur. 1841)
- 19 kwietnia – Józef Halka, podpułkownik kontroli administracji Wojska Polskiego, działacz niepodległościowy i społeczno-narodowy (ur. 1869)
- 21 kwietnia – Eleonora Duse, aktorka włoska (ur. 1858)
- 1 maja – Arthur McCabe, australijski rugbysta, medalista olimpijski (ur. 1887)
- 4 maja – Edith Nesbit, angielska pisarka powieści fantastycznych dla dzieci (ur. 1858)
- 15 maja – Paul d’Estournelles de Constant, polityk i dyplomata francuski, laureat Pokojowej Nagrody Nobla (ur. 1852)
- 19 maja – Maria Bernarda Bütler, szwajcarska zakonnica, święta katolicka (ur. 1848)
- 21 maja:
  - Adílio Daronch, brazylijski męczennik, błogosławiony katolicki (ur. 1908)
  - Manuel Gómez González, hiszpański misjonarz, męczennik, błogosławiony katolicki (ur. 1877)
- 31 maja – Konstanty Gorski, polski kompozytor i skrzypek-wirtuoz (ur. 1859)
- 3 czerwca – Franz Kafka, pisarz austriacki urodzony w Pradze (ur. 1883)
- 7 czerwca – Jan Czeraszkiewicz, łódzki krajoznawca, adwokat, nauczyciel, dyrektor najstarszej łódzkiej szkoły średniej, patron Łódzkiego Oddziału PTTK (ur. 1867)
- 10 czerwca:
  - Giacomo Matteotti, włoski polityk socjalistyczny (ur. 1885)
  - Edward Maria Jan Poppe, belgijski duchowny katolicki, błogosławiony (ur. 1890)
- 30 czerwca – Franciszek Stefczyk, polski ekonomista, inicjator zakładania spółdzielni oszczędnościowo-pożyczkowych (ur. 1861)
- 13 lipca – Jan Kanty Federowicz, polski działacz samorządowy, prezydent Krakowa (ur. 1858)
- 27 lipca:
  - Ferruccio Busoni, włoski kompozytor i pianista (ur. 1866)
  - Stefan Torma, podpułkownik taborów Wojska Polskiego (ur. 1881)
- 3 sierpnia – Joseph Conrad, pisarz angielski polskiego pochodzenia, podróżnik (ur. 1857)
- 9 sierpnia – Johann Breuer, spiskoniemiecki taternik, przewodnik i ratownik tatrzański (ur. 1876)
- 11 sierpnia – Aleksander Wasilewski, polski lekarz, bakteriolog oraz epidemiolog (ur. 1878)
- 17 sierpnia – Paweł Urysohn (ros. Павел Самуилович Урысон), rosyjski matematyk (ur. 1898)
- 6 września – Maria Waleria Habsburg, arcyksiężna austriacka, córka cesarza Franciszka Józefa I i cesarzowej Elżbiety (ur. 1868)
- 3 października – Władysław Zamoyski, polski działacz społeczny (ur. 1853)
- 5 października – Robert Henderson, angielski lekarz wojskowy i rugbysta (ur. 1858)
- 8 października – Hermann Fritsche, niemiecki działacz religijny i publicysta (ur. 1846)
- 12 października – Anatole France, pisarz francuski, laureat Nagrody Nobla (ur. 1844)
- 20 października – Jakub Kern, austriacki norbertanin, błogosławiony katolicki (ur. 1897)
- 29 października – Frances Hodgson Burnett, angielska powieściopisarka (ur. 1849)
- 3 listopada – Philipp Strauch, rosyjski żeglarz, medalista olimpijski (ur. 1862)
- 4 listopada – Gabriel Fauré, francuski kompozytor i organista (ur. 1845)
- 10 listopada – Archibald Geikie, szkocki geolog (ur. 1835)
- 29 listopada – Giacomo Puccini, włoski kompozytor operowy (ur. 1858)
- 12 grudnia:
  - Janina Burhardt, polska działaczka niepodległościowa, dama Orderu Virtuti Militari (ur. 1883)
  - Aleksander Izrael Helphand, działacz rosyjskiego ruchu rewolucyjnego (ur. 1867)
- 13 grudnia – Jan Gąsienica Daniel, polski przewodnik tatrzański (ur. 1856)
- 29 grudnia – Carl Spitteler, szwajcarski pisarz, laureat Nagrody Nobla (ur. 1845)
- 31 grudnia – Józefina Nicoli, włoska szarytka, błogosławiona katolicka (ur. 1863)

## Zdarzenia astronomiczne
- 23 sierpnia – Wielka opozycja Marsa, odległość: 55,7 mln km
- W tym roku Słońce osiągnęło lokalne maksimum aktywności.

## Nagrody Nobla
- z fizyki – Karl Manne Georg Siegbahn
- z chemii – nagrody nie przyznano
- z medycyny – Willem Einthoven
- z literatury – Władysław Stanisław Reymont
- nagroda pokojowa – nagrody nie przyznano

## Święta ruchome
- Tłusty czwartek: 28 lutego
- Ostatki: 4 marca
- Popielec: 5 marca
- Niedziela Palmowa: 13 kwietnia
- Wielki Czwartek: 17 kwietnia
- Pamiątka śmierci Jezusa Chrystusa: 18 kwietnia
- Wielki Piątek: 18 kwietnia
- Wielka Sobota: 19 kwietnia
- Wielkanoc: 20 kwietnia
- Poniedziałek Wielkanocny: 21 kwietnia
- Wniebowstąpienie Pańskie: 29 maja
- Zesłanie Ducha Świętego: 8 czerwca
- Boże Ciało: 19 czerwca